# Alfonso Lentini
Alfonso Lentini (Favara, 29 dicembre 1951) è uno scrittore e artista italiano.

## Biografia
Alfonso Lentini, laureato in filosofia, si è formato nel clima delle neoavanguardie siciliane del secondo Novecento partecipando, giovanissimo, alla fondazione del Gruppo di estetica sperimentale “Ades” di Favara e frequentando a Palermo l’area di autori che facevano capo a Gaetano Testa e alle riviste “Fasis” e “Per Approssimazione”.
Trasferitosi a Belluno verso la fine degli anni Settanta, ha insegnato materie letterarie in istituti superiori e nel contempo ha sviluppato un suo percorso nel campo della scrittura e dell’arte.
Con saggi e recensioni, si è occupato di scrittori e artisti “irregolari” come Angelo Maria Ripellino, Antonio Pizzuto, Dino Buzzati, Filippo Bentivegna.
Ha collaborato e collabora con molte riviste di ricerca, fra cui “Anterem” (diretta da Flavio Ermini), “Testuale” (diretta da Gio Ferri e Giuliano Gramigna), “Nuova Prosa”, “L’immaginazione” (diretta da Anna Grazia D'Oria), “Ballyhoo – Quotidiano dei poeti” (diretta da Antonio Verri), “Caffè Michelangiolo” (diretta da Mario Graziano Parri), “Zeta” (diretta da Carlo Marcello Conti), “L’indice”, “Stilos” (diretta da Gianni Bonina), "Erba d'Arno", "Il Grandevetro" (diretta da Alfonso Maurizio Iacono), “Colophon” (diretta da Egidio Fiorin), “Arenaria” (diretta da Lucio Zinna); e, in rete, “Mirkal”, “La Recherche”, “Le reti di Dedalus”, “Carteggi letterari”, “Undupalermo”, “Il Cric”, “Mr Dedalus”, “Utsanga”, “Niederngasse”, “multiperso”. È uno dei principali collaboratori del quotidiano di scrittura online “Il Cucchiaio nell’Orecchio” fondato da Francesco Gambaro. Nel 2025 ha pubblicato L'invenzione del rosso all'interno della rivista Niederngasse
Oltre a volumi regolari, ha pubblicato testi a tiratura limitata con microeditori di qualità come “Pulcinoelefante”, “Fuocofuochino”, “Babbomorto”, "Lettere S.com.Poste" o in edizione autoprodotta in forma di libri d’artista.
Ha partecipato ad assembling magazine e a riviste d'artista come Bricolage di Giancarlo Pavanello, Antologia ad Hoc di Sergio Cena e BAU.

## Attività artistica
La sua prima personale risale al 1976. Nelle sue mostre e installazioni propone opere verbovisuali, libri oggetto, “poesie oggettuali”, scritture asemiche e in generale opere basate sulla valorizzazione della parola nella sua dimensione materiale e gestuale.
Sue opere fanno parte di Archivi e Collezioni fra cui la Collezione Permanente di libri d’Artista dell’Accademia di Belle Arti, Palermo;  Imago Mundi (Luciano Benetton Collection – Fondazione Sarenco) Treviso; Fondazione Bonotto, Molvena, Museo della Carale-Accattino, Ivrea; Museo Candiani, Venezia-Mestre, Museum di Ezio Pagano, Bagheria; Collezione Carlo Palli, Prato; Archivio Libri d’Artista, San Cataldo (CL); Collezione Ibridi Fogli, Salerno; Archivio libri d’artista di Gino Gini e Fernanda Fedi, Milano; Galleria Il Gabbiano, La Spezia; Galleria Gennai, Pisa; Archivio dell’Associazione Villa Buzzati, Belluno.
Ha realizzato, insieme ad Aurelio Fort, il progetto artistico internazionale “Resistere per Ri/esistere” culminato il 25 aprile 2013 con una grande installazione urbana per le vie e le piazze di Belluno.

## Libri
- Trappole delicate (con postfazione di Roberto Di Marco, ed. Tracce, Pescara 1987)
- L’arrivo dello spirito (con Carola Susani, Perap, Palermo, 1991)
- La chiave dell’incanto (postfazione di Alessandro Fo, Pungitopo, Messina, 1997), ISBN 88-85328-81-4
- Mio minimo oceano di croci (Anterem, 2000)
- Piccolo inventario degli specchi (prefazione di Antonio Castronuovo, Stampa Alternativa, 2003)[6]
- Un bellunese di Patagonia (Stampa Alternativa, 2004).[7] ISBN 88-7226-842-7
- Cento madri (vincitore del premio “Città di Forlì”, postfazione di Paolo Ruffilli, Foschi, 2009), ISBN 9788889325728
- Luminosa signora (postfazione di Antonio Pane, Pagliai, 2011), ISBN 978-88-564-0161-5
- Il morso delle cose (con postfazione di Giorgio Bonacini, raccolta poetica finalista al Premio Montano, edito in e-book a cura della rivista online “La recherche”, 2012)
- L’uccisione del fuoco (raccolta poetica finalista al premio “Opera Prima” di “Poesia 2.0”, edito in e-book 2014)
- Illegali vene (prefazione di Eugenio Lucrezi, Eureka Edizioni, 2015)
- Tre lune in attesa (vincitore del premio Formebrevi, Formebrevi Edizioni, 2018). ISBN 978-88-943339-2-3[1]
- Le professoresse meccaniche e altre storie di scuola (Graphofeel 2019), ISBN 978-88-32009-01-9
- Noi siamo i lupopesci, (collana “glossa”, pièdimosca 2023) ISBN 9791280289261

## Antologie
- Scrittura & respiro (Voll. I, II e III, ed. Perap, Palermo 1995-96-97)
- Sicilia, poesia dei mille anni (a cura di Aldo Gerbino, ed. Sciascia, Caltanissetta 2000)
- Poesia in azione (Bunker Poetico di Marco Nereo Rotelli 19ª Biennale di Venezia) a cura di Adam Vaccaro e Giacomo Guidetti, ed. Milanocosa, 2002)
- Terza ondata (a cura di Filippo Bettini e Roberto Di Marco, Bologna 1993/2014)
- Musica dai Saloni (con prefazione di Andrea Camilleri, Palazzolo Acreide 2008)
- Belluno, antologia dei grandi scrittori (a cura di Francesco Piero Franchi, Bibiloteca dell’Immagine 2012)
- Umafeminità (a cura di Nadia Cavalera, Edizioni Joker 2014)
- Big Splash, network poetico (a cura di Caterina Davinio, Edizioni Fermenti 2014)
- Umana troppo umana. Poesie per Marilyn Monroe (a cura di Alessandro Fo e Fabrizio Cavallaro, Ed. Aragno 2016)
- Multiperso, antologia di microfinzioni a cura di Carlo Sperduti (pièdimosca 2022) ISBN 9791280289261